# تبورة
تبورة، إحدى قرى منطقة المحمية، وهي قرية صغيرة تقع على الضفة الشرقية لنهر النيل، وتبعد عن الخرطوم بنحو 240 كيلو مترًا.